# Хайнеке, Биргит
Биргит Хайнеке (до замужества — Рихтер; нем. Birgit Heinecke (Richter); род. 10 апреля 1957, Магдебург) — восточногерманская гандболистка, полевой игрок. Бронзовый призёр летних Олимпийских игр 1980 года, чемпионка мира 1978 года.

## Биография
Биргит Хайнеке родилась 10 апреля 1957 года в восточногерманском городе Магдебург (сейчас в Германии).
Играла в гандбол за «Магдебург». В его составе в 1981 году стала чемпионкой ГДР.
В 1978 году в составе женской сборной ГДР завоевала золотую медаль чемпионата мира в Чехословакии.
В 1980 году вошла в состав женской сборной ГДР по гандболу на летних Олимпийских играх в Москве и завоевала бронзовую медаль. Играла в поле, провела 1 матча, забросила 3 мяча в ворота сборной Республики Конго.
В течение карьеры провела за женскую сборную ГДР 57 матчей, забросила 55 мячей.
В 1979 году была награждена бронзовым орденом «За заслуги перед Отечеством».
Изучала педагогику. После окончания игровой карьеры работала в нескольких отделах «Магдебурга».
После присоединения ГДР к ФРГ стала работала в рекламных отделах газет «Магдебургер Фольксштимме», «Ростокер Остзе-Цайтунг» (2004—2009) и «Лейпцигер Фольксцайтунг» (с 2009 года).